# Wahlkreis Suzzara (Camera dei deputati)
Der Wahlkreis Suzzara war von 1993 bis 2005 ein Wahlkreis (italienisch collegio elettorale) für die Wahl der Abgeordnetenkammer.

## Wahlkreisgebiet
Der Wahlkreis umfasste 26 Gemeinden: Borgofranco sul Po, Carbonara di Po, Dosolo, Felonica, Gonzaga, Magnacavallo, Moglia, Motteggiana, Ostiglia, Pegognaga, Pieve di Coriano, Poggio Rusco, Pomponesco, Quingentole, Quistello, Revere, San Benedetto Po, San Giacomo delle Segnate, San Giovanni del Dosso, Schivenoglia, Sermide, Serravalle a Po, Sustinente, Suzzara, Viadana und Villa Poma.

## Wahlergebnisse

### Parlamentswahl 1994

#### Direktstimmen
| Kandidaten               | Kandidaten           | Parteien                                 | Stimmen | %    |
| ------------------------ | -------------------- | ---------------------------------------- | ------- | ---- |
|                          | Willer Bordongewählt | Progressisti                             | 37.838  | 44,5 |
|                          | Andrea Merlotti      | Polo delle Libertà (FI – LN – CCD – UdC) | 30.656  | 36,1 |
|                          | Mario Beltrami       | Patto per l’Italia                       | 10.624  | 12,5 |
|                          | Francesco Fatti      | Alleanza Nazionale                       | 5.825   | 6,9  |
| Gesamt                   | Gesamt               | Gesamt                                   | 84.943  | 100  |
|                          |                      |                                          |         |      |
| Ungültige Stimmen        | Ungültige Stimmen    | Ungültige Stimmen                        | 5.785   | 6,4  |
| Wähler                   | Wähler               | Wähler                                   | 90.728  | 92,5 |
| Wahlberechtigte          | Wahlberechtigte      | Wahlberechtigte                          | 98.124  |      |
|                          |                      |                                          |         |      |
| Quelle: Innenministerium |                      |                                          |         |      |

#### Listenstimmen
| Parteien                             | Parteien             | Parteien                           | Stimmen | %    |
| ------------------------------------ | -------------------- | ---------------------------------- | ------- | ---- |
|                                      | Progressisti         | Partito Democratico della Sinistra | 28.343  | 32,8 |
| Partito della Rifondazione Comunista | Progressisti         | 6.109                              | 7,1     |      |
| Partito Socialista Italiano          | Progressisti         | 3.240                              | 3,7     |      |
| Alleanza Democratica                 | Progressisti         | 1.210                              | 1,4     |      |
| La Rete                              | Progressisti         | 691                                | 0,8     |      |
| ↳ Gesamt                             | Progressisti         | 39.593                             | 45,8    |      |
|                                      | Polo delle Libertà   | Forza Italia                       | 15.878  | 18,4 |
| Lega Nord                            | Polo delle Libertà   | 11.528                             | 13,3    |      |
| ↳ Gesamt                             | Polo delle Libertà   | 27.406                             | 31,7    |      |
|                                      | Patto per l’Italia   | Partito Popolare Italiano          | 10.805  | 12,5 |
|                                      | Alleanza Nazionale   | Alleanza Nazionale                 | 5.014   | 5,8  |
|                                      | Lista Marco Pannella | Lista Marco Pannella               | 2.805   | 3,2  |
|                                      | Lega Alpina Lumbarda | Lega Alpina Lumbarda               | 794     | 0,9  |
| Gesamt                               | Gesamt               | Gesamt                             | 86.417  | 100  |
|                                      |                      |                                    |         |      |
| Ungültige Stimmen                    | Ungültige Stimmen    | Ungültige Stimmen                  | 4.312   | 4,8  |
| Wähler                               | Wähler               | Wähler                             | 90.729  | 92,5 |
| Wahlberechtigte                      | Wahlberechtigte      | Wahlberechtigte                    | 98.124  |      |
|                                      |                      |                                    |         |      |
| Quelle: Innenministerium             |                      |                                    |         |      |

### Parlamentswahl 1996

#### Direktstimmen
| Kandidaten               | Kandidaten               | Parteien            | Stimmen | %    |
| ------------------------ | ------------------------ | ------------------- | ------- | ---- |
|                          | Franco Raffaldinigewählt | L’Ulivo             | 43.868  | 52,6 |
|                          | Giorgio Pini             | Polo per le Libertà | 24.228  | 29,1 |
|                          | Luca Bianchi             | Lega Nord           | 15.247  | 18,3 |
| Gesamt                   | Gesamt                   | Gesamt              | 83.343  | 100  |
|                          |                          |                     |         |      |
| Ungültige Stimmen        | Ungültige Stimmen        | Ungültige Stimmen   | 5.357   | 6,0  |
| Wähler                   | Wähler                   | Wähler              | 88.700  | 90,1 |
| Wahlberechtigte          | Wahlberechtigte          | Wahlberechtigte     | 98.490  |      |
|                          |                          |                     |         |      |
| Quelle: Innenministerium |                          |                     |         |      |

#### Listenstimmen
| Parteien                                          | Parteien                             | Parteien                             | Stimmen | %    |
| ------------------------------------------------- | ------------------------------------ | ------------------------------------ | ------- | ---- |
|                                                   | L’Ulivo                              | Partito Democratico della Sinistra   | 27.739  | 32,8 |
| Popolari per Prodi (PPI – SVP – PRI – UD – Prodi) | L’Ulivo                              | 5.323                                | 6,3     |      |
| Rinnovamento Italiano                             | L’Ulivo                              | 4.045                                | 4,8     |      |
| Federazione dei Verdi                             | L’Ulivo                              | 2.176                                | 2,6     |      |
| ↳ Gesamt                                          | L’Ulivo                              | 39.283                               | 46,5    |      |
|                                                   | Polo per le Libertà                  | Forza Italia                         | 13.293  | 15,7 |
| Alleanza Nazionale                                | Polo per le Libertà                  | 7.738                                | 9,2     |      |
| CCD – CDU                                         | Polo per le Libertà                  | 4.325                                | 5,1     |      |
| ↳ Gesamt                                          | Polo per le Libertà                  | 25.356                               | 30,0    |      |
|                                                   | Lega Nord                            | Lega Nord                            | 13.534  | 16,0 |
|                                                   | Partito della Rifondazione Comunista | Partito della Rifondazione Comunista | 6.350   | 7,5  |
| Gesamt                                            | Gesamt                               | Gesamt                               | 84.523  | 100  |
|                                                   |                                      |                                      |         |      |
| Ungültige Stimmen                                 | Ungültige Stimmen                    | Ungültige Stimmen                    | 4.233   | 4,8  |
| Wähler                                            | Wähler                               | Wähler                               | 88.756  | 90,1 |
| Wahlberechtigte                                   | Wahlberechtigte                      | Wahlberechtigte                      | 98.490  |      |
|                                                   |                                      |                                      |         |      |
| Quelle: Innenministerium                          |                                      |                                      |         |      |

### Parlamentswahl 2001

#### Direktstimmen
| Kandidaten               | Kandidaten               | Parteien           | Stimmen | %    |
| ------------------------ | ------------------------ | ------------------ | ------- | ---- |
|                          | Franco Raffaldinigewählt | L’Ulivo            | 42.927  | 54,0 |
|                          | Giovanni Fava            | Casa delle Libertà | 30.908  | 38,9 |
|                          | Alberto Bordina          | Lista Di Pietro    | 3.080   | 3,9  |
|                          | Rosa Chiericati          | Democrazia Europea | 2.525   | 3,2  |
| Gesamt                   | Gesamt                   | Gesamt             | 79.440  | 100  |
|                          |                          |                    |         |      |
| Ungültige Stimmen        | Ungültige Stimmen        | Ungültige Stimmen  | 5.856   | 6,9  |
| Wähler                   | Wähler                   | Wähler             | 85.296  | 86,3 |
| Wahlberechtigte          | Wahlberechtigte          | Wahlberechtigte    | 98.882  |      |
|                          |                          |                    |         |      |
| Quelle: Innenministerium |                          |                    |         |      |

#### Listenstimmen
| Parteien                               | Parteien                             | Parteien                             | Stimmen | %    |
| -------------------------------------- | ------------------------------------ | ------------------------------------ | ------- | ---- |
|                                        | L’Ulivo                              | Democratici di Sinistra              | 25.165  | 31,6 |
| La Margherita (Dem – PPI – RI – Udeur) | L’Ulivo                              | 7.499                                | 9,4     |      |
| Il Girasole (FdV – SDI)                | L’Ulivo                              | 2.127                                | 2,7     |      |
| Partito dei Comunisti Italiani         | L’Ulivo                              | 1.561                                | 2,0     |      |
| ↳ Gesamt                               | L’Ulivo                              | 36.352                               | 45,6    |      |
|                                        | Casa delle Libertà                   | Forza Italia                         | 19.145  | 24,0 |
| Alleanza Nazionale                     | Casa delle Libertà                   | 6.525                                | 8,2     |      |
| Lega Nord                              | Casa delle Libertà                   | 5.781                                | 7,2     |      |
| CCD – CDU                              | Casa delle Libertà                   | 1.735                                | 2,2     |      |
| ↳ Gesamt                               | Casa delle Libertà                   | 33.186                               | 41,6    |      |
|                                        | Partito della Rifondazione Comunista | Partito della Rifondazione Comunista | 4.516   | 5,7  |
|                                        | Lista Di Pietro                      | Lista Di Pietro                      | 2.584   | 3,2  |
|                                        | Lista Emma Bonino                    | Lista Emma Bonino                    | 1.568   | 2,0  |
|                                        | Democrazia Europea                   | Democrazia Europea                   | 1.387   | 1,7  |
|                                        | Paese Nuovo                          | Paese Nuovo                          | 126     | 0,2  |
|                                        | Abolizione Scorporo                  | Abolizione Scorporo                  | 36      | 0,0  |
| Gesamt                                 | Gesamt                               | Gesamt                               | 79.755  | 100  |
|                                        |                                      |                                      |         |      |
| Ungültige Stimmen                      | Ungültige Stimmen                    | Ungültige Stimmen                    | 5.543   | 6,5  |
| Wähler                                 | Wähler                               | Wähler                               | 85.298  | 86,3 |
| Wahlberechtigte                        | Wahlberechtigte                      | Wahlberechtigte                      | 98.882  |      |
|                                        |                                      |                                      |         |      |
| Quelle: Innenministerium               |                                      |                                      |         |      |